# Grégoire Kayibanda
Grégoire Kayibanda (Tare, 1º maggio 1924 – Kabgayi, 15 dicembre 1976) è stato un politico ruandese.
È stato il primo Presidente eletto del Ruanda, in carica dal luglio 1962 al luglio 1973.
Dal gennaio 1961 al luglio 1962 è stato Primo ministro della Repubblica del Ruanda (parte del Ruanda-Urundi).
A seguito del colpo di stato del 5 luglio 1973, viene arrestato e condotto insieme alla moglie in una località segreta, probabilmente un'abitazione nei pressi di Kabgayi, a sud della capitale Kigali, dove muore il 15 dicembre 1976 a causa dei maltrattamenti subiti e della mancanza di viveri. Secondo alcuni Kayibanda fu avvelenato.